# Decalogo 2
Decalogo 2 è il secondo dei dieci mediometraggi realizzati dal regista Krzysztof Kieślowski per la TV ed ispirati ai dieci comandamenti.

## Trama
(Secondo comandamento)
Dorota è una donna in crisi. Suo marito Andrzej è in fin di vita all'ospedale, e da poco lei ha scoperto di aspettare un figlio dal suo amante. Se suo marito vivrà, lei dovrà sbarazzarsi del figlio della colpa, se invece morirà, allora Dorota potrà cominciare una nuova vita con il suo amante.
Il primario dell'ospedale che ha in cura il marito di Dorota è anche suo vicino di casa (abitano entrambi nelle stesse grigie palazzine viste nel Decalogo 1). Dorota fa pressioni al medico per sapere del futuro di suo marito, in modo da orientare la sua scelta se portare o meno avanti la gravidanza. Sentendo che Andrzej è prossimo alla fine Dorota insiste "Lei me lo deve giurare".
Il medico è un uomo che vive solo, insieme a poche piante e ad un canarino. Gli unici suoi rapporti interpersonali sembrano essere quelli con la sua donna delle pulizie, una signora a cui lui racconta episodi del proprio passato. Ora quest'uomo solo, che racconta di aver perso in un solo giorno tutta la sua famiglia durante un bombardamento, si trova davanti alla responsabilità di un'altra famiglia, quella di Dorota. Dopo varie peripezie, il primario infatti consiglierà a Dorota di non abortire, di portare fino in fondo la sua gravidanza. Giura alla donna che suo marito è talmente peggiorato che non ci sono possibilità che si salvi.
Dorota segue il suo consiglio, ma dopo poco il marito guarisce. Lo testimonia la scena di un'ape che, con molta fatica, riesce ad uscire fuori da un bicchiere di succo e a tornare a volare (l'acqua è un elemento ricorrente nel Decalogo). Andrzej, guarito, ringrazia il primario e gli fa sapere che con la moglie Dorota aspettano un bambino...
Il regista non fa capire apertamente se il primario ha mentito per salvare il figlio di Dorota, memore dei propri figli persi in passato, o se credeva veramente che Andzej stesse morendo. Dall'espressione finale del primario, però, appare ragionevole propendere per la prima ipotesi.

## Simbologia
Sempre presente, come già nel primo titolo, il tema del liquido. L'acqua che si scalda per lavarsi, l'acqua che cola dal soffitto malmesso dell'ospedale, la bevanda che Dorota lascia cadere.
La carrellata finale sul volto dei personaggi può essere ricollegata a quella finale del successivo Tre colori: Film Blu, del medesimo regista.
Stavolta, il "testimone silenzioso" del Decalogo, quel personaggio che assiste muto agli avvenimenti, ricopre il ruolo di un infermiere dell'ospedale.